# Lancieux
Lancieux is een gemeente in het Franse departement Côtes-d'Armor, in de regio Bretagne. De plaats maakt deel uit van het arrondissement Dinan. Lancieux telde op 1 januari 2022 1.602 inwoners.

## Geografie
De oppervlakte van Lancieux bedroeg op 1 januari 2022 6,69 vierkante kilometer; de bevolkingsdichtheid was toen 239,5 inwoners per km².
De onderstaande kaart toont de ligging van Lancieux met de belangrijkste infrastructuur en aangrenzende gemeenten.

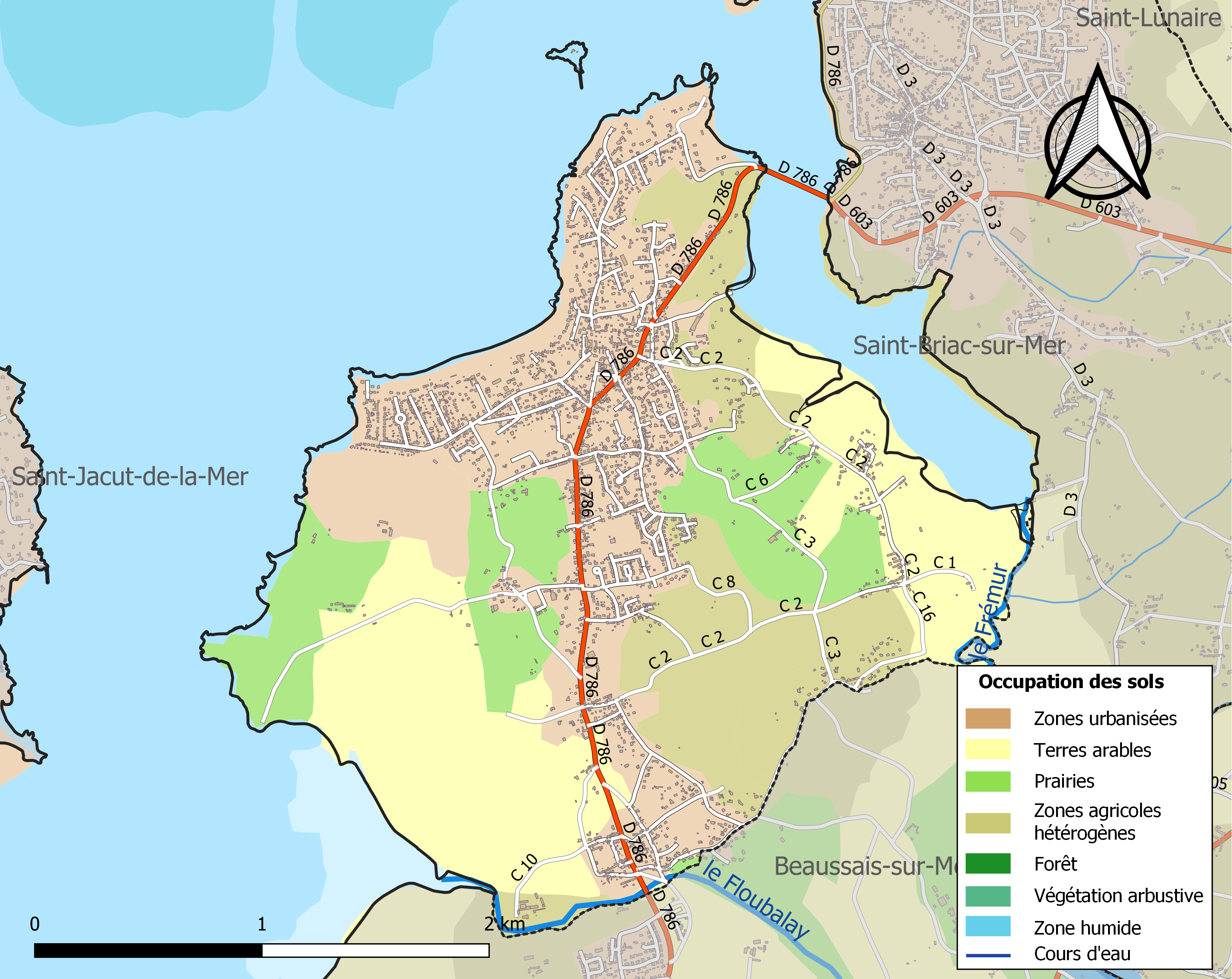

## Demografie
Onderstaande figuur toont het verloop van het inwonertal (bron: INSEE-tellingen).